# Хван Сок Ён
Хван Сок Ён (кор. 황석영; род. 4 января 1943) — корейский писатель и драматург.  

## Биография
Родился в Маньчжурии, в городе Чанчунь, в период японской оккупации. Его семья вернулась в Корею после освобождения в 1945 году. Позднее он получил степень бакалавра философии в университете Тонгук (кор. 동국 대학교). 
Хван Сок Ен известен как давний диссидент против правительства Южной Кореи. Он находился в оппозиции к военной диктатуре Пак Чжон Хи. В 1964 году был по политическим мотивам брошен в тюрьму, где встретил активистов рабочего движения. 
После освобождения работал на табачной фабрике и стройках, пока в 1966 году не был отправлен в составе южнокорейских морпехов на Вьетнамскую войну, которую находил несправедливой агрессией США против освободительного движения. Особенно ему претило, что среди его задач как ответственного за захоронение трупов было сокрытие доказательств преступлений против гражданского населения; этот тяжёлый опыт лёг в основу рассказа 1970 года «Пагода», получившего премию газеты «Чосон ильбо» и открывшего автору путь в литературу. 
Затем в 1970-х был опубликован его первый роман «Хроника господина Хана» о семье, разделённой Корейской войной, сборник рассказов «Дорога в Сампо» и иносказательно критиковавшее диктатуру эпичное повествование о благородном разбойнике времён Сукчона «Чан Гиль Сан», выходившее в ежедневной газете на протяжении десятилетия, разошедшееся миллионным тиражом и ставшее хитом как в Южной, так и в Северной Корее. 
Хван Сок Ён также писал для театра, и несколько участников труппы, ставившей его пьесы, были убиты при подавлении восстания в Кванджу в 1980 году. Выход в 1985 году под его именем книги другого автора, Ли Чжей Ый, «Дневник Кванджу: За гранью смерти, за гранью мрака времён» привёл к аресту обоих. В том же году появился его роман о Вьетнамской войне «Тени оружия». 
В 1989 году Хван Сок Ён отправился через Токио и Пекин в Пхеньян как представитель демократического движения, за что был приговорён к семи годам заключения согласно «Закону о защите национальной безопасности». Сперва остался в добровольной ссылке в Нью-Йорке и Германии, однако в 1993 году вернулся на родину, полагая, что «писатель должен жить в стране своего родного языка», и был отправлен в тюрьму, где провёл 18 голодовок, протестуя против условий содержания, предусматривающих запрет ручек как пишущих средств. Международное сообщество и правозащитники, в том числе PEN America и Amnesty International, требовали его освобождения, которое случилось только в 1998 году в рамках амнистии от нового президента Ким Дэ Чжуна.
Его роман «Хроника господина Хана» был переведен на французский язык в 2002 году.